# Movimiento de Jóvenes Comunistas de Francia
El Movimiento de Jóvenes Comunista de Francia (en francés: Mouvement Jeunes Communistes de France, MJCF), también conocida como Juventud Comunista (en francés: Jeunesse communiste, JC), es la organización juvenil del Partido Comunista Francés.
El MJCF fue fundado en 1920, a raíz del Congreso de Tours, donde la "Juventud Socialista" se adhiere a la Tercera Internacional pasando a llamarse "Juventud Comunista".
Su actual Secretario General es Camille Lainé, elegido en la asamblea nacional (ANA) que tuvo lugar del 12 al 13 de marzo de 2016. De acuerdo a sus propias cifras, el MJCF tiene 15.000 afiliados en toda Francia.
Dentro del MJCF, los estudiantes se organizan en la rama estudiantil, la Unión de Estudiantes Comunistas, que tiene sus propias instituciones para cumplir con las especificidades del activismo en la educación superior.
El MJCF edita una publicación trimestral llamada L'Avant-garde.
Es parte de la Federación Mundial de Juventudes Democráticas (FMJD).